# David Razi'el

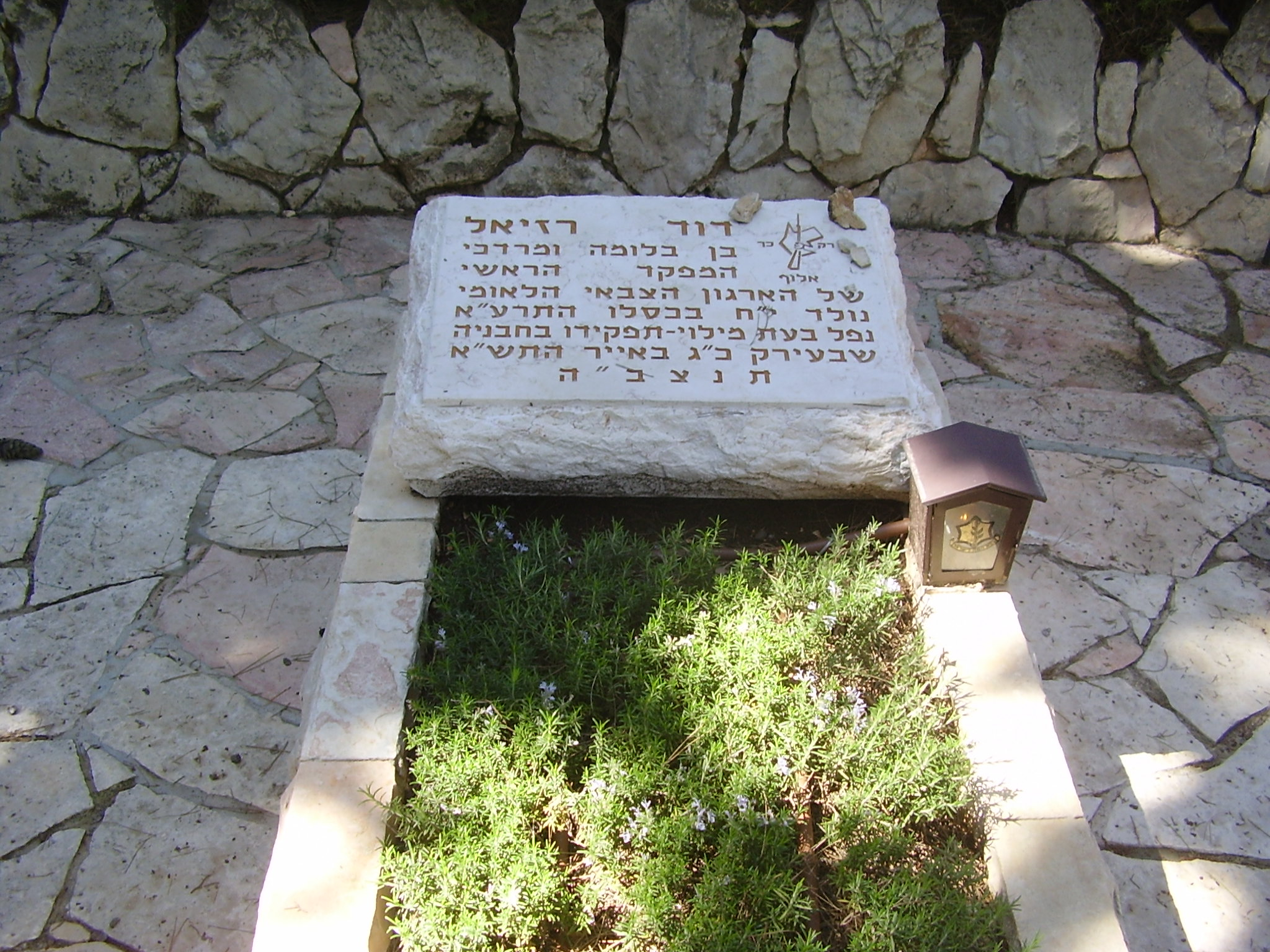
Razi'elův hrob na Herzlově hoře v Jeruzalémě

David Razi'el (hebrejsky דוד רזיאל‎, žil 19. prosince 1910 – 20. května 1941) byl příslušník židovského podzemního hnutí během Britského mandátu Palestina a jeden ze zakladatelů radikálního židovského hnutí Irgun.

## Biografie
Narodil se v litevské části carského Ruska ve městě Smarhoni (dnes Hrodenská oblast, Bělorusko). Když mu byly tři roky, podnikl společně s rodinou aliju do Palestiny, tehdy ještě pod osmanskou nadvládou, kde se jeho otec stal učitelem hebrejštiny na základní škole v Tel Avivu. Razi'el později studoval filosofii a matematiku na Hebrejské univerzitě v Jeruzalémě a v roce 1929 v reakci na Hebronský masakr vstoupil do židovské podzemní vojenské organizace Hagana. Když pak v roce 1931 revizionistické sionistické hnutí založilo svou vlastní podzemní vojenskou organizaci s názvem Irgun, stal se jedním z jeho prvních členů a podle internetových stránek této organizace „prokázal vynikající vojenské dovednosti.“
V této organizaci postupně vystoupal do velících pozic; v roce 1937 se stal prvním velitelem Irgunu v Jeruzalémském distriktu a již o rok později se stal náčelníkem štábu organizace. Období, kdy zastával tuto nejvyšší funkci, bylo charakteristické násilnostmi proti Arabům, včetně používání bomb na arabských tržištích.
V květnu 1941 Razi'el souhlasil s účastní na tajné misi jménem Britské armády v Iráku. V tomto období totiž Irák sympatizoval s nacistickým Německem a rovněž tak poskytoval útočiště jeruzalémskému muftímu Hadž Amínu al-Husejní, který hitlerovské Německo otevřeně podporoval. Právě muftího přítomnost byla jedním s důvodů, proč Razi'el souhlasil, neboť doufal v jeho zajetí. Dne 17. května se tedy společně se třemi kolegy, včetně Ja'akova Meridora, vydal na tuto tajnou misi, avšak již o tři dny zahynul společně s britským důstojníkem při německém leteckém náletu. Po jeho smrti se Meridor vrátil do Palestiny, kde převzal velení Irgunu.
Razi'elovy ostatky byly exhumovány v roce 1955 a následně byly převezeny na Kypr. Znovu exhumovány byly v roce v roce 1961, načež byly převezeny do Jeruzaléma, kde byly pohřbeny na národním hřbitově na Herzlově hoře. Na jeho počet nese v Izraeli mnoho ulic jeho jméno a rovněž tak i mošav Ramat Razi'el v jeruzalémském distriktu v Judských horách. Jeho sestra Ester Razi'el-Na'or se stala po vzniku Izraele poslankyní Knesetu za stranu Cherut, kterou založil Menachem Begin.